# Fichtenau
Fichtenau es un municipio alemán perteneciente al distrito de Schwäbisch Hall de Baden-Wurtemberg.
Su término municipal comprende varias pequeñas localidades ubicadas en la esquina suroriental del distrito, junto a la carretera A7 que recorre el centro del país de norte a sur, unos 10 km al sureste de la ciudad de Crailsheim. A 31 de diciembre de 2017 tiene 4538 habitantes.
El municipio fue creado en 1973 mediante la fusión de los hasta entonces municipios de Lautenbach, Matzenbach, Unterdeufstetten y Wildenstein. La sede del ayuntamiento se ubica en Wildenstein. En total, el municipio comprende 25 localidades, que son las cuatro antiguas capitales municipales con las pedanías que cada una de ellas tenía.